# Piúra (distrito)
Piura ou, em português, Piúra é um distrito do Peru, departamento de Piura, localizada na província de Piura.

## Transporte
O distrito de Piura é servido pela seguinte rodovia:
- PE-1N, que liga o distrito de Aguas Verdes (Região de Tumbes - Ponte Huaquillas/Aguas Verdes (Fronteira Equador-Peru) - e a rodovia equatoriana E50 - à cidade de Lima (Província de Lima)
- PE-1NJ, que liga a cidade ao distrito de Lambayeque (Região de Lambayeque)
- PE-1NK, que liga a cidade ao distrito de Sechura [2][3][4]